# Цісар австрійської імперії
Цісар (імператор) австрійської (австро-угорської) імперії - найвища державна посада в Австрійській (а згодом і в австро-угорській) імперії з 1804 року.

## Історія
Під тиском Франції та Росії після тривалих переговорів і при фактичному ігноруванні позиції Франца II у 1803 році було прийняте рішення про реорганізацію Священної Римської імперії, яке передбачало зміну її складу і структури, — церковні володіння на території Німеччини мали бути секуляризировані, припиняли своє існування майже всі імперські міста й загалом понад сто державних утворень на її території.
Перед загрозою подальших агресивних дій Наполеона Бонапарта, конституційною поправкою 18 травня 1804 року проголошеного французьким імператором, що з високою імовірністю привели б до повного краху Священної Римської імперії, і бажаючи зберегти імперський статус для своєї родини у разі її розпуску, 1 серпня Франц II спеціальним актом запровадив спадковий титул «цісаря (імператора) Австрії», яким 11 серпня 1804 року наділив себе і всіх своїх нащадків з Габсбург-Лотаринзького династичного дому. Він став правителем Австрійської імперії, куди увійшли коронні землі Габсбургів, зокрема і Угорщина, яка ніколи не була частиною Священної Римської імперії, й носив титул імператора двох держав, офіційно іменуючись «Франц Другий, благодаттю Божою обраний Римський імператор, на всі часи Август, спадковий імператор Австрії, король Німеччини, Єрусалиму, Угорщини, Богемії, [...], ерцгерцог Австрії, герцог Лотарингії, Венеції, Зальцбурга [...]».
Участь Австрії у війні Третьої коаліції 1805 року, зробила розпад Священної Римської імперії неминучим: за Пресбурзьким миром, укладеним 26 грудня 1805 року, Франц II втратив всі (крім Трієсту) володіння в Італії і був змушений визнати королівські титули правителів Баварії та Вюртемберга. Після того, як 12 липня 1806 року шіснадцять лояльних до Франції німецьких держав вийшли зі складу Священної Римської імперії, утворивши Рейнський союз німецьких монархій, і під загрозою нової війни з Наполеоном, 6 серпня 1806 року Франц II оголосив про відмову від титулу, складання повноважень імператора Священної Римської імперії і її розпуск.
З усуненням Наполеона від влади у 1814 році 29 німецьких князів підписали відозву до Франца I з проханням знову прийняти титул імператора Священної Римської імперії, проте загроза військового конфлікту з Пруссією змусила його утриматись від цього кроку. 8 червня 1815 року замість колишнього Рейнського союзу німецьких монархій рішенням Віденського конгресу був заснований Німецький союз 39 німецьких держав, включаючи спадкові володіння Австрійської імперії і Прусського королівства, в межах, приблизно відповідних колишній Священній Римській імперії. Нова конфедерація не мала одноосібного глави, а управлялась Федеральними зборами з числа делегатів держав-учасниць, що засідали у Франкфурті під головуванням представника Австрії.
Як імператор Австрії Франц II правив до своєї смерті 2 березня 1835 року. Йому наслідував старший син від другого шлюбу Фердинанд I. Страждаючи на епілепсію і гідроцефалію, він мав неврологічних проблеми і виявився нездатним до державного керівництва, однак зріксія престолу лише через 13 років. У 1866 році Франц Йосиф I трансформував Австрійську імперію у дуалістичну державу Королівства і землі, представлені в Рейхсраті, та Землі Священної Угорської корони Святого Стефана, більш відому як Австро-Угорщина, цілісність якої уособлював австрійський цісар, одночасно носячи титул короля Угорщини. У такому вигляді вона проіснувала до 1918 року, коли після поразки у Першій Світовій війні розпалась на ряд суверенних держав.

## Цісарі (імператори) Австрійської (Австро-Угорської) імперії
Франц II Габсбург
Фердинанд I
Франц Йосиф I
Карл I